# 塔海爾區

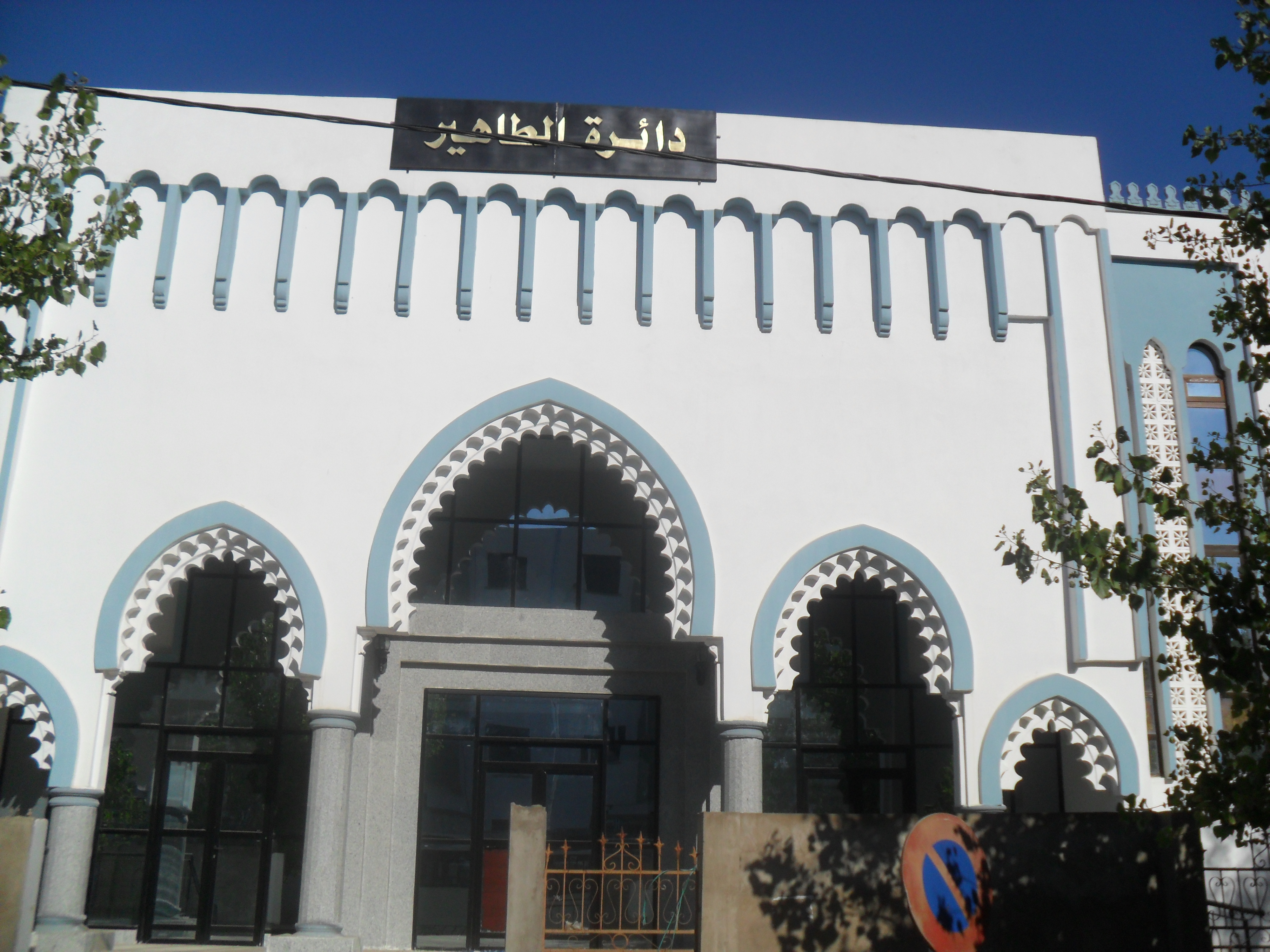

36°46′19″N 5°53′54″E / 36.7720°N 5.8982°E
塔海爾區（阿拉伯语：‎），是阿爾及利亞的行政區，位於該國東北部，由吉傑勒省負責管轄，首府設於塔海爾，面積350平方公里，2008年人口147,612人，人口密度每平方公里421人。